# 朱诺国际机场
朱诺国际机场（英語：Juneau International Airport）是美国阿拉斯加州朱诺西北部的一个国际机场，距离中心商务区13公里。它是当地唯一的航空枢纽，有一条沥青跑道和一条供水上飞机起降的区域。其历史可以追溯到1935年建立的太平洋阿拉斯加航空机场（英語：Pacific Alaska Airways Airport）。二战期间，它被美国空军用作阿留申群岛等战地到美国本土的中转机场。

## 历史

### 早期
第二次世界大战期间，朱诺机场被美国陆军航空队用作在阿留申群岛上建立的作战基地与美国本土机场之间的战略资源转运设施。此外，它还被空中运输司令部使用，并通过诺姆（马克斯空军基地）为苏联运输租借飞机提供便利条件。

### 航空服务历史
泛美航空公司是最早为朱诺机场服务的航空公司之一。1947年，泛美航空开通直飞克奇坎、加拿大育空地區的怀特霍斯（每周两趟航班）以及经停安内特岛机场飞往西雅图共三条航线，并使用道格拉斯DC-4飞机运营航线。同时还持续为前往阿拉斯加的费尔班克斯、加利纳和诺姆提供中途不转机的服务。后来，泛美航空又开始使用道格拉斯DC-6B以及波音377两种飞机提供运营服务。在20世纪50年代，太平洋北方航空公司开始使用道格拉斯DC-4和洛克希德星座两种飞机为直飞安克雷奇、亞庫塔特、科尔多瓦，以及经停安妮特島飞往西雅图总共四条航线提供运营服务。
1960年代初，朱诺机场开始迎来喷气式飞机时代。1963年，泛美航空开通直飞西雅图的航班，并使用波音707喷气式客机进行航线运营。在1965年，太平洋北方航空每天都有由波音720喷气式飞机运营直飞西雅图、安克雷奇和安内特岛航线的航班。1967年，太平洋北方航空被西部航空并购，但依然使用喷气式飞机为朱诺机场航线提供运营服务。直至1968年，西部航空每天都有由波音720B运营直飞西雅图、洛杉矶、安克雷奇和安内特岛的航线的航班。在1969年，阿拉斯加航空每天都有由波音727-100喷气式飞机运营往返西雅图-锡特卡-朱诺-亚库塔特-科尔多瓦-安克雷奇-尤纳拉克利特-诺姆-科策布航线的航班。时至今日，阿拉斯加航空公司自1960年代末期以来为朱诺机场提供服务已超过45年的时间，主要由波音727-100、727-200以及737-200（包括货运）还有波音720喷气式飞机（后来改用波音737喷气式飞机）等不同种类的飞机运营航线。除了使用喷气式飞机之外，阿拉斯加航空公司过去也在朱诺机场通过康维尔240、德哈維蘭加拿大DHC-6等种类的小型螺旋桨和涡轮螺旋桨飞机运营航线。
多年来为朱诺机场提供服务的其他航空公司包括阿拉斯加维恩航空和马克航空，这两家航空公司都曾经在阿拉斯加设立航空基地。此外，西部航空公司在1970年代初停止服务后也返回了朱诺机场重新为其提供各类服务。1968年，维恩航空开通朱诺-白马-费尔班克斯每周三天的定期航线，由费尔柴尔德F-27螺旋桨飞机提供运营服务。在1977年，维恩航空开通朱诺-怀特霍斯-费尔班克斯-安克雷奇每周两天的定期航线。直到1979年，该公司每天都有由波音737-200喷气式飞机提供直飞西雅图与安克雷奇航线的运营服务的航班。在1980年代早期和中期，西部航空每天都有由波音727-200提供直飞西雅图航线的运营服务的航班。并在自1987年达美航空并购西部航空后依然继续运营。此外，达美航空还在20世纪90年代初开通直飞洛杉矶的航线。1995年，马克航空开通由波音737-400提供每日直飞西雅图以及安克雷奇航线的运营服务的航班。2014年，达美航空重返朱诺航空基地，并首先为朱诺机场提供季节性服务，其次再提供全年服务，不过在2016年底又再次离开市场。目前为止仅为其提供季节性服务。自达美航空进入朱诺机场市场后开始与阿拉斯加航空竞争，导致其前往西雅图的航班票价几乎减少了一半。

## 设施与飞机类型

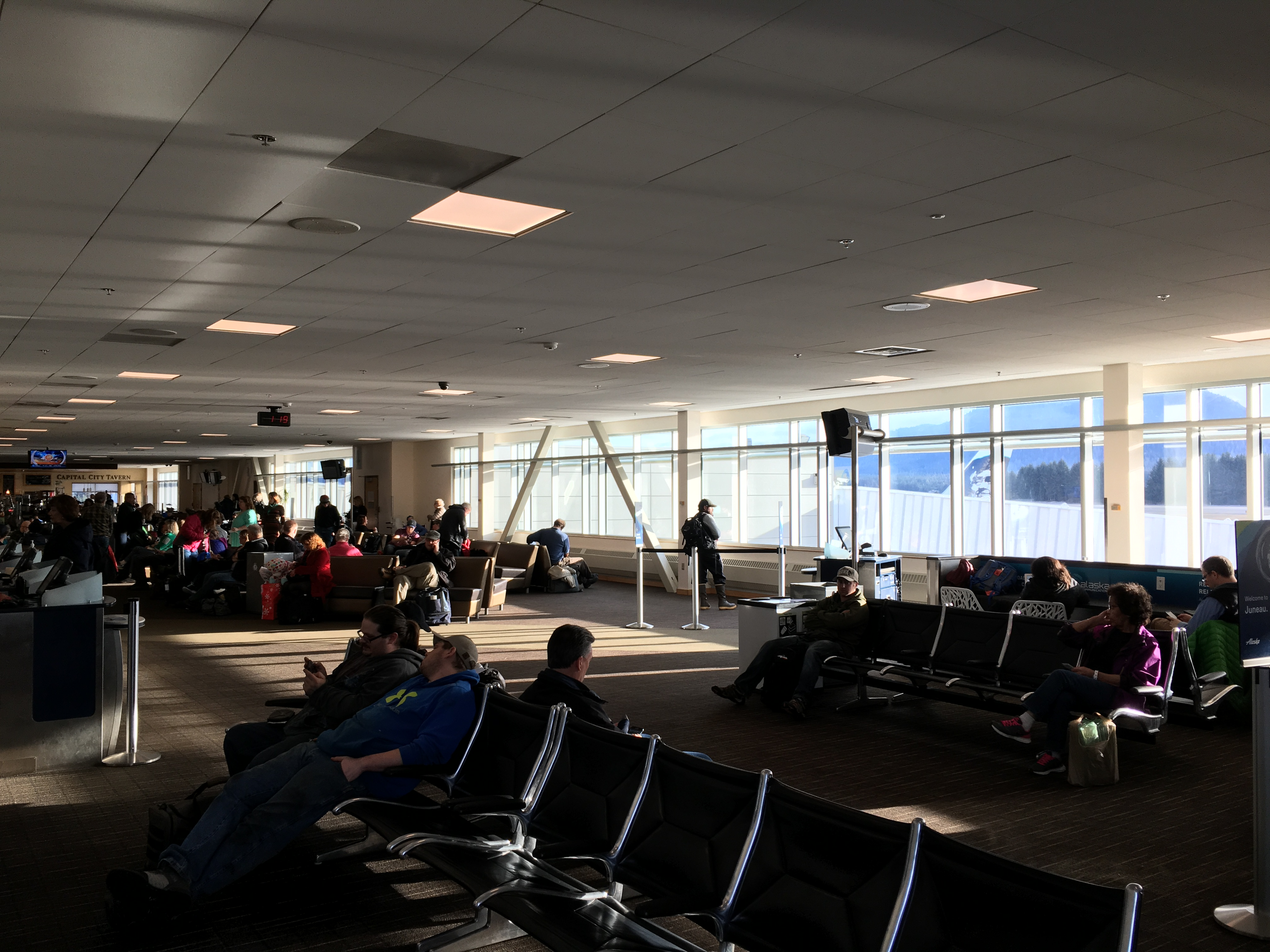
朱诺国际机场客运航站楼内部

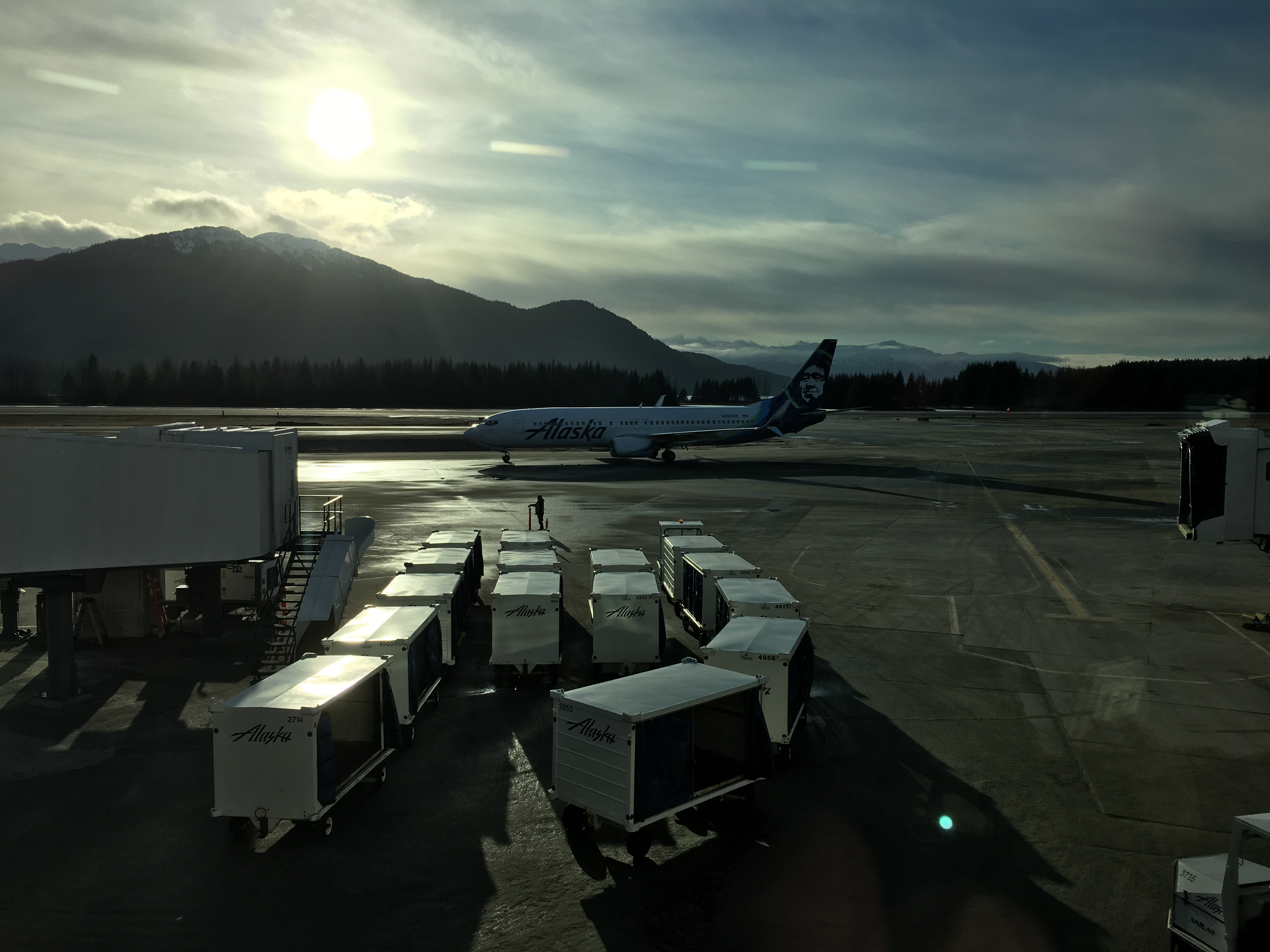
一架阿拉斯加航空的波音737-800在朱诺国际机场的跑道区域

朱诺国际机场占地662英亩（268公顷），高于平均海平面25英尺（8米）。拥有一条沥青表面尺寸为8857×150英尺（2700×46米）的8/26跑道，以及一个提供水上飞机降落的面积为4,600 x 150英尺（1,402 x 46米）的8W/26W跑道。
在截止2017年12月31日的长达12个月期间，机场共有108,885次飞机运营，平均每天298次。其中包括79%的空中的士、12%的通用航空、8%的定期商业航空，以及<1%的军事航空。此外，在此期间，有275架飞机在此机场驻扎。其中包括87%的单引擎飞机、1%的多引擎飞机、<1%的喷气式飞机、10%的直升机、以及1%的军用飞机。

## 航空公司与航点

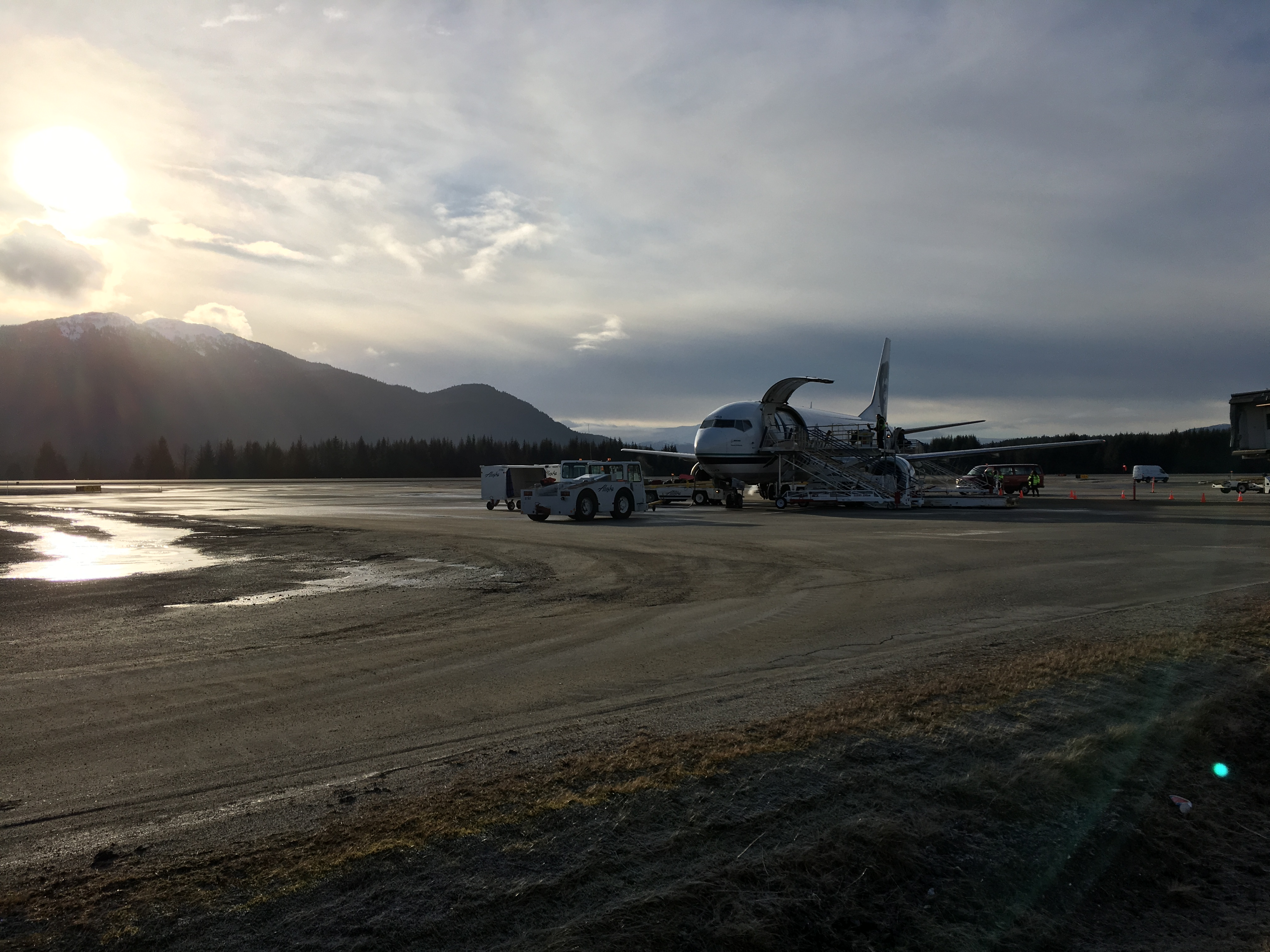
一架阿拉斯加航空的波音737-400C飞机在朱诺国际机场装卸货物

朱诺机场除提供客运服务外，阿拉斯加航空还为其开通货运服务，并由波音737-700喷气式飞机运营航线。

### 客运
| 航空公司         | 目的地 |
| ---------------- | --- |
| 阿拉斯加航空     | 安克雷奇、克奇坎门自治市镇、彼得堡、西雅图/塔科马、锡特卡、亚库塔特 季节性：古斯塔夫                               |
| 阿拉斯加水上航空 | 安贡、埃尔芬科夫、艾克斯科森茵莱特、古斯塔夫、海恩斯、霍纳、卡克、佩利肯、锡特卡、史凯威、特纳基斯普林斯、怀特霍斯 |
| 達美航空         | 季节性：西雅图/塔科马                                                                                              |
| 哈瑞斯航空       | 古斯塔夫、锡特卡                                                                                                   |
| 瓦尔德航空       | 包机： 查瑟姆、丰特湾                                                                                              |

### 货运
| 航空公司         | 目的地                     |
| ---------------- | -------------------------- |
| 阿拉斯加航空集团 | 安克雷奇, 西雅图/塔科马    |
| 阿拉斯加中央快递 | 安克雷奇, 克奇坎门自治市镇 |
| 帝国航空         | 安克雷奇                   |